# 野村三郎 (音楽社会学者)
野村 三郎（のむら さぶろう、1933年〈昭和8年〉4月17日 - ）は、ウィーンに拠点を置く、日本の音楽評論家、音楽社会学者。ウィーン・メロス音楽研究所代表。日本ラトビア音楽協会の創立発起人の1人であり会員。TDU・雫穿大学のアドバイザーも務める。
「ウィーンの音楽界では最も著名な日本人」と評される。

## 略歴
1933年（昭和8年）、鹿児島県に生まれる。鹿児島県立鶴丸高等学校を卒業後、1952年（昭和27年）に上京し早稲田大学文学部哲学科で学び、早稲田大学大学院の文学研究科では音楽社会学を専攻し博士課程を修了。早稲田大学ではグリークラブに所属。
1966年（昭和41年）3月に立ち上げられた鹿児島短期大学設立準備委員会において、鹿児島の教員やスタッフが東京や文部省との綿密な連絡や教員についての情報収集を行うのは非効率的との判断により、同年6月1日付で野村が同準備委員会の東京駐在員に着任し、教養科教育課程作成の検討や原案作りなどを行う。1967年（昭和42年)4月、創設された鹿児島短期大学において、野村は現代思想の担当講座を行う教授として就任。
1970年（昭和45年）、野村の願いが叶い奨学金でウィーンへ留学し、ウィーン大学、ウィーン国立芸術大学にて学ぶ。
帰国後、教鞭をとるかたわら全国の地域オペラの先駆けとなった鹿児島オペラ協会を1971年（昭和46年）8月に設立し、オペラの普及活動により第1回・音楽之友社賞を共同受賞。野村は1973年(昭和48年)3月に設立した鹿児島交響楽団の発足にも関与。霧島国際音楽祭の創設にも関わった。「東京都中心だけでなく各地域固有の音楽文化が根付かないうちは日本の音楽は本物ではない」という持論や「郷土である鹿児島県の文化に寄与したい」との志を持ち、特にクラシック音楽活動の推進に尽力。「これらの仕事は、日本の地域文化の在り方を常に考えてきた私にとって、研究と実践を結びつけるものだった」と野村は述べている。鹿児島短期大学では、1984年（昭和59年）8月まで教授として携わった。
九州大学の客員教授、早稲田大学エクステンションセンターの講師、昭和音楽大学オペラ研究所の研究員にも就任。東邦音楽大学教授となり、後に同大学の理事にもなる。1991年（平成3年）、東邦音楽大学の研修施設である東邦ウィーンアカデミーを開設するため、大学から命じられ再度ウィーンに渡り、責任者として東邦ウィーンアカデミーで教授を1999年（平成11年）まで務め、以降も活動の拠点をウィーンに置いている。
ウィーンの音楽や歴史などにも造詣が深く、2018年（平成30年）3月15日には、40年以上にわたりオペラやクラシック音楽等のオーストリア文化を日本に紹介し、音楽を通じて日本とオーストリアの相互理解を促進した功績により日本の外務大臣から表彰され、在オーストリア日本国大使公邸において外務大臣表彰授賞式が開催された。祝賀会には、野村の家族や友人らも出席した。
ウィーンでも音楽研究を継続しており、評論活動では「月刊ショパン」「音楽の友」「ムジカノーヴァ」「音楽藝術」等の音楽雑誌における、小澤征爾、堤剛、アンナ・ネトレプコ、クリスティアン・ティーレマン、クレメンス・ヘルスベルク、サッシャ・ゲッツェル、フランツ・ウェルザー＝メスト、マリス・ヤンソンス、ライナー・キュッヒル、レナート・ブルゾンなど各国における著名なクラシック音楽家へのインタビュー取材やクラシック音楽に関する評論の他、新聞、CDでの解説を執筆するなど、多数の寄稿を行う。

## 霧島国際音楽祭
当時、世界で最も楽員の多い名門オーケストラであるライプツィヒ・ゲヴァントハウス管弦楽団首席コンサートマスターだったヴァイオリニストであるゲルハルト・ボッセは、初来日した1961年（昭和36年）から訪日経験が多く、日本の音楽学生やマナーの良い聴衆を高く評価しており、鹿児島短期大学の教授だった野村は、1969年（昭和44年）の熊本で行われたゲヴァントハウス四重奏団の演奏会でボッセと出会う。
1975年（昭和50年）11月、ゲヴァントハウス管弦楽団演奏会で訪日し鹿児島県に来たボッセと再開。自身の家にボッセを招いた際、鹿児島オペラ協会や鹿児島交響楽団の発足に携わり、水準の向上に悩んでいる事を話す。ボッセから鹿児島県の人口を質問され、約50万人と答えると「鹿児島県で講習会を開催し、私が指導するのはどうだろう。但し妻のウルズラと一緒にだけどね」とボッセから提案され、野村は「ぜひ学生たちを指導して欲しい」と依頼し、鹿児島県で夏休み期間中に行う事に同意を得る。社会主義国において、夫婦揃って出国する事は亡命に繋がりかねない難しい問題であるため、ボッセは野村と2人で相談して野村が文案を練り、その文章を日本と東ドイツの関係機関に送り出国。
1977（昭和52年）にボッセはヴァイオリニストでもある妻のウルズラ・ボッセと共に来日し、鹿児島短期大学で個人レッスンも含めた講習会を、鹿児島県立鶴丸高等学校で演奏会を開催。野村はボッセ夫妻を霧島にも案内し、その際「さらに鹿児島の音楽文化を発展させたい」という野村の思いを受けたボッセから、霧島の豊かな自然の中で毎年ボッセ自らが、志があっても財政的理由等で留学できない学生のために、優れた音楽家の講師を招いて実技指導と演奏会を行う音楽祭を開催し、同時に人的交流を深める事を提案される。ボッセ夫妻はその後も、1978年（昭和53年）に鹿児島短期大学で講習会を実施。
1978年（昭和53年）にザルツブルク音楽祭を鑑賞した野村は、親友である同行者の古木圭介と、霧島観光の目玉になり得るこんな音楽祭を霧島でもできないかという話題で盛り上がり、講習会より危険な賭けであったが開催を決意。1979年（昭和54年）に、野村や古木ら創設者6人に加え、当時の鹿児島信用金庫の理事長や鹿児島県文化センターの館長も加えた8人で、音楽祭開催への準備委員会である「鹿児島室内合奏協会」を立ち上げる。
1980年（昭和55年）8月2日、霧島田口に当時あった古木の父が経営する霧島高原ユースホステルを会場に、「霧島国際音楽祭･講習会」の名称で、第1回目を開催。企画と運営は野村が行う。野村が受講生集めにも奔走した甲斐もあり、講習会にも音楽家を目指す若者が日本中から集まる。野村の危惧していた通り、霧島国際音楽祭は第1回目から数百万円の赤字が発生。中核にいた野村の独走ぶりに地元音楽家との関係がこじれた事もあり、野村以外は鹿児島室内合奏協会を全員脱退し、野村の協力者は皆、手を引く結果となる。野村は、全てを投げ打ってでもこの音楽祭を続けると決意。
翌年、故郷が牧園町で鹿児島市の文化係りをしていた人物から、牧園町のホテル霧島キャッスルで行わないかという申し入れがあり、第2回以降における音楽祭の中心はホテル霧島キャッスルになった。第2回目からは野村のみで運営を行い、第2回は第1回と同じく鹿児島室内合奏協会と霧島町、第3回は鹿児島室内合奏協会における室内楽部門と財団法人国際舞台芸術振興財団におけるオペラ部門が主催するも、鹿児島室内合奏協会は消滅。第3回からは講習会であるマスタークラスにオペラ部門も加わり、新人オペラ歌手の受講生27名にハルトムート・ヘンヒェン、海老沢敏などが指導にあたっており、「オペラ土壌の無い所では皆で音楽を作っていくアンサンブル・オペラをやるべき」という野村の判断により、オペラ部門の受講生の中から優秀な新人を選抜してキャスティングした新人選抜チームが、日本舞台芸術振興会と九州オペラ評議会が9月の3日間に福岡県で開催した「82九州オペラフェスティバル」において、喜劇オペラ曲「コジ・ファン・トゥッテ」を上演。
第4回は霧島国際音楽祭実行委員会、第5回は音楽文化振興会と霧島国際音楽祭実行委員会が主催するが、その間も音楽祭は赤字が発生し、資金難の中で野村が私財を投じ存続。評価は高まるが、赤字は数千万円に膨れ上がる。教育事業は数年で実りを生むものでは無いため、野村は家や株券など持てるもの全てを売り払う。運営や資金などは手探り状態が続き苦しみ、時に非難や中傷などもあり足も引っ張られ、なお私財を投じ続ける野村の窮状を察したボッセから「もう止めようか」と言われた事もあった。野村は霧島国際音楽祭について、地元の銀行、百貨店、マスメディアなどの経営者の理解を徐々に得て行き、鹿児島県の歴代知事には補助金、音楽ホールの建設を要請し続ける。
民間で支えるには資金的に限界がきていたため、企画や運営を個人で行う事に限界を感じた野村は、九州電力社長の紹介で日本経済団体連合会副会長の平岩外四を訪ね、野村はこの音楽祭を運営するための財団設立を目指す。野村は日本中を歩いて説得し数千万円の募金を集める事に成功。文化庁との交渉は野村が一人で行い、財団基金の半分を日本でも最王手のクラシック音楽事務所であるジャパン・アーツの会長・中藤泰雄が、残りの半分を野村が拠出。1984年（昭和59年）、国から財団の認可が下り、ジャパン・アーツの社長と組んで、財団法人ジェスク音楽文化振興会を創設。1985年（昭和60年）の第6回より、演奏会の専門的なノウハウを有するジェスク音楽文化振興会の主催となり企画や開催などの運営を行うも、やはり赤字となる。他県の自治体から霧島国際音楽祭を譲って欲しいと働きかけられ、赤字続きの音楽祭に主催のジェスク音楽文化振興会は、他の地での開催や離脱を検討。
「何とか地元で支援態勢を」という野村からの願いもあり、霧島で音楽祭が開かれなくなる事に危機感を抱いた牧園町において、1986年（昭和61年）に行われた第7回の開催直前に友の会が発足し、続いて霧島町で、翌年に鹿児島市で友の会が発足。野村とボッセら音楽家は「とにかくこの地に音楽ホールが欲しい」と事あるごとに訴え、住民らの熱意もあり1994年（平成6年）には霧島国際音楽ホールこと「みやまコンセール」が完成。その後、音楽祭への参加人数や来場者数が拡大し、ようやく霧島国際音楽祭は単年度黒字を達成。
1992年（平成4年）のクリスマスは、その年にウルズラを亡くしたボッセと過ごす。ボッセと野村は両人とも、長年ボッセの通訳を務め、その誠実な人柄を深く信頼していた菅野美智子（）をボッセの再婚相手にと考え、ボッセは美智子と結婚。2001年（平成13年）には、霧島国際音楽祭の名誉音楽監督となり、音楽監督には堤剛が就任。2009年（平成21年）、ボッセは大腸癌により体調が悪化した事で、霧島国際音楽祭への関与を辞めたいと野村に漏らすが、完全に辞めるのでなく春や秋など季節の良いときに行けばどうかと引き止める。
ボッセの妻であるウルズラは、第1回・霧島国際音楽祭から演奏会後にドイツ料理を振る舞って地元の人々と交流し、バイオリニストとしても金の無い学生に無料でレッスンを行うなど霧島国際音楽祭に貢献していたため、野村らはその功績を讃え2009年（平成21年）にボッセとウルズラの夫妻を描いた七宝焼を制作。2012年（平成24年）、病状の悪化を知りボッセの自宅を訪ねた野村に、身動きもままならないボッセはかすかに右手を振り、野村は「90歳の誕生日を一緒に過ごせて嬉しいよ」と励ますも、その後にボッセは自宅で亡くなる。

## 書籍
- ウィーン・フィルハーモニー その栄光と激動の日々（2002年、中央公論新社） ISBN 978-4120033377
- グリュース・ゴット・ウィーン2005!! モーツァルトから小澤まで ウィーンを聴く、観る、歩く[注釈 6]（2005年、ショパン）
- ウィーン三昧 ウィーンを聴く観る歩く[注釈 7]（2007年、ショパン） ISBN 978-4883642298
- 「音楽的」なピアノ演奏のヒント 豊かなファンタジーとイメージ作り（2011年、音楽之友社） ISBN 978-4276143432
- ウィーン国立歌劇場 すみからすみまで（2014年、音楽之友社） ISBN 978-4276211490
- ウィーン・フィルとともに45年間― 名コンサートマスター、キュッヒルの音楽手帳（2016年、音楽之友社） ISBN 978-4276217027